# Borowa (rejon waraski)
Borowa (ukr. Борове, Borowe) – wieś na Ukrainie, w obwodzie rówieńskim, w rejonie waraskim, w hromadzie Zareczne. W 2024 liczyła 5000 mieszkańców.
W okresie międzywojennym wieś znajdowała się w granicach II RP, wchodząc w skład gminy Kuchecka Wola w powiecie pińskim, w województwie poleskim.